# آن مک‌کلین
آن مک‌کلین (به انگلیسی: Anne C. McClain) فضانورد اهل ایالات متحده آمریکا است که در ۷ ژوئیه ۱۹۷۹ میلادی در اسپوکن زاده شد.